# 아르헨티나의 범죄

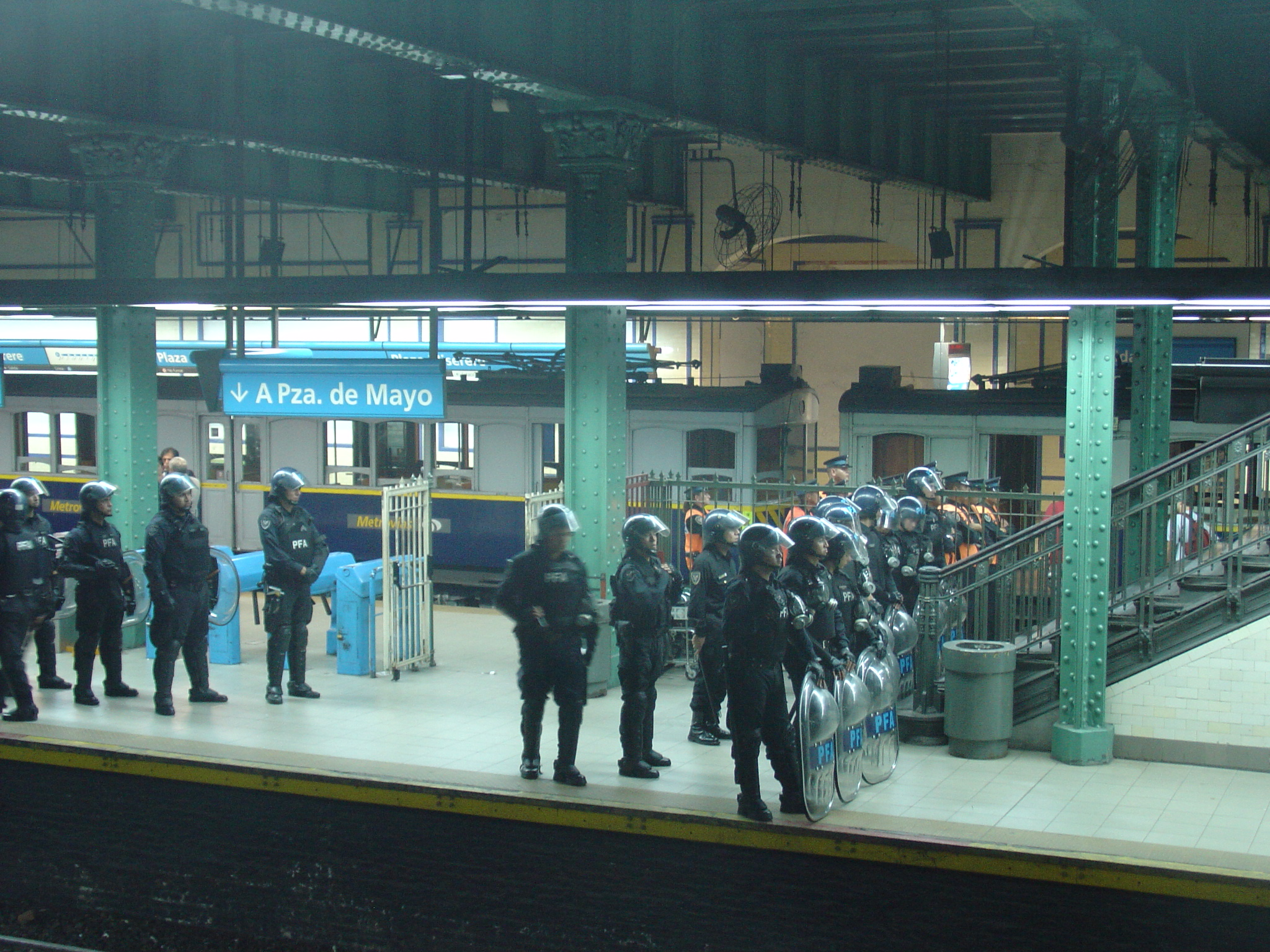
부에노스아이레스 지하철의 한 기차역에 있는 아르헨티나 연방경찰

아르헨티나의 범죄는 아르헨티나 경찰이 수사한다.

## 유형별 범죄

### 살인
2016년 아르헨티나의 살인율은 10만 명당 5.94명이었다. 2016년 아르헨티나에서는 총 2,605건의 살인 사건이 발생했다.

### 부정부패
아르헨티나는 오랫동안 만연하고 고질적인 부정부패로 고통받았다. 부패를 막는 법적, 제도적 틀이 아르헨티나에서 강력함에도 불구하고 부패는 공공 및 민간 부문에서 심각한 문제로 남아 있다.
뉴욕 타임스는 1996년 3월에 아르헨티나에서는 "뇌물, 리베이트, 정부 부패가 일상생활의 일부로 여겨진다"고 보도했다. 뇌물 수수와 사기도 민간 부문에서 흔하게 발견되며, 정부 규제와 법률의 투명성 부족은 투자자들 사이에서 불확실성을 증가시켰다.
파이낸셜 타임스는 2013년에 아르헨티나에서 부패는 "뿌리 깊다"고 널리 여겨지며 "공무원들은 건드릴 수 없다"는 인식이 있다고 지적했다. 2013년 5월, 사회학자 아틸리오 보론은 "아르헨티나인들은 정부가 부패하다는 생각에 매우 익숙해져 있으며, 부패 행위에 충격을 받지 않는 것 같다"며, 따라서 정치인들의 부패가 재선을 막지 못한다고 한탄했다. 그는 "지난 20년 동안 1,600억 달러가 넘는 불법 자금 유출을 용인한 경제이며, 이제 그 대가를 치르게 될 것"이라고 덧붙였다. 경제 범죄 조사 및 예방 센터(CIPCE) 연구에 따르면, 공공 부문 부패만으로 1980년부터 2006년까지 국고에 약 100억 달러의 손실을 입혔다.
아르헨티나의 주요 신문인 라 나시온은 2013년 10월 사설에서 아르헨티나에서 부패가 1890년대부터 주요 문제였지만, 1990년대 이후 "증가하고 있다"고 보도했다.
2011년 케이블게이트로 유출된 외교 문건에 따르면, 미국 및 여러 다른 서방 국가의 외교관들은 아르헨티나의 현재 부패 수준에 대해 깊은 우려를 표명했다. 2013년 헤리티지 재단은 "크리스티나 페르난데스 대통령 하에서 시장과 법치에 대한 존중이 악화되었고 부패가 급증했다"고 보도했다.
국제 투명성 기구에 따르면, 아르헨티나는 공공 부문 부패를 기소하기 위한 충분한 법률과 기관을 갖추고 있지만, 집행이 매우 부적절하여 "면책이 계속해서 청렴을 압도한다"고 한다.

### 가정 폭력
공공 및 민간 기관은 예방 프로그램을 제공하고 학대받는 여성들에게 지원과 치료를 제공한다. 일반적으로 가정 폭력 불만은 민사 법원에서 다루어지며, 이는 가해자의 피해자 주택 또는 직장 접근 금지를 포함한 보호 조치를 확보할 수 있다. 2012년 의회는 성별 기반 폭력으로 배우자, 파트너 또는 자녀를 살해하는 가해자에게 더 엄격한 처벌을 부과하는 여성살해 방지법을 통과시켰다.